# Marco Fabio Ambusto (console 360 a.C.)
Marco Fabio Ambusto (latino: Marcus Fabius Ambustus; fl. 360-351 a.C.) è stato un politico e generale romano.
Figlio di Numerio e nipote di Marco, fu console tre volte, nel 360 a.C., nel 356 a.C. e nel 354 a.C..

## Biografia
Nel 360 a.C. fu eletto console con il collega Gaio Petelio Libone Visolo. A Marco fu affidato il comando della campagna contro gli Ernici, che furono sconfitti. Per questa vittoria, gli fu concessa un'ovazione.
Fu eletto console per la seconda volta nel 356 a.C. insieme al collega console Marco Popilio Lenate. Nonostante un'iniziale sconfitta contro Falisci e Tarquinesi, alleatesi contro i romani, riuscì a portare i romani alla vittoria, ottenendo un grande bottino. In seguito alla successiva entrata in guerra di tutti gli altri popoli etruschi, fu nominato dittatore Gaio Marcio Rutilo, che prese il comando delle operazioni.
Fu eletto console per la terza volta nel 354 a.C. insieme al collega console Tito Quinzio Peno Capitolino Crispino, entrambi patrizi. Durante il consolato i romani ebbero la meglio sui Tiburtini e sui Tarquinesi, con tanta facilità, che i Sanniti, vennero a Roma a chiedere la pace.
(Tito Livio, Ab Urbe condita, VII, 2, 19.)
Tra il 355 a.C. e il 351 a.C. fu interrex. Nel 351 a.C. fu nominato dittatore perché fosse rispettata la legge per l'elezione dei consoli.
Nel 322 a.C. fu scelto come magister equitum dal dittatore Aulo Cornelio Cosso Arvina, nominato per condurre la campagna contro i Sanniti. Marco Fabio condusse i cavalieri romani alla vittoria contro i cavalieri Sanniti, e quindi alla decisiva vittoria nella battaglia campale contro i Sanniti.